# Epizeuxis suffusalis
Epizeuxis suffusalis is een vlinder uit de familie van de spinneruilen (Erebidae). De wetenschappelijke naam van de soort is voor het eerst geldig gepubliceerd in 1899 door John B. Smith. De soort werd gevonden in de Santa Rita Mountains in de Amerikaanse staat Arizona.